# Cuerpo extraño
Un cuerpo extraño (Latín: corpus alienum) es cualquier objeto procedente de fuera del cuerpo. Es un cuerpo o partícula de origen biológico o inerte, introducido voluntaria o involuntariamente en un lugar del organismo que no le corresponde.

## Localización
Los cuerpos extraños más asiduos se alojan en los ojos, los oídos, la nariz, la vía respiratoria, el tubo digestivo, la vagina y las heridas.

## Etiología
Pueden ser insertados, deglutidos o inhalados por niños pequeños, por adultos con enfermedades neurológicas (con trastorno de la deglución, epilepsia, traumatismos craneales o intoxicaciones que disminuyan el nivel de conciencia) o con trastornos psiquiátricos o portadores clandestinos de drogas ilegales o por ancianos con alteraciones cognitivas.

## Cuadro clínico
La sintomatología depende de la estructura anatómica dañada así como del recorrido y del asiento final del cuerpo extraño, aunque a menudo solo se observe una reacción inflamatoria inespecífica. 

## Diagnóstico
La presencia del cuerpo extraño se reconoce, de ordinario, a través de la exploración física, de un estudio de imagen o de una exploración endoscópica. Los estudios radiológicos sirven para visualizar y localizar los cuerpos extraños metálicos y radiopacos.

## Tratamiento

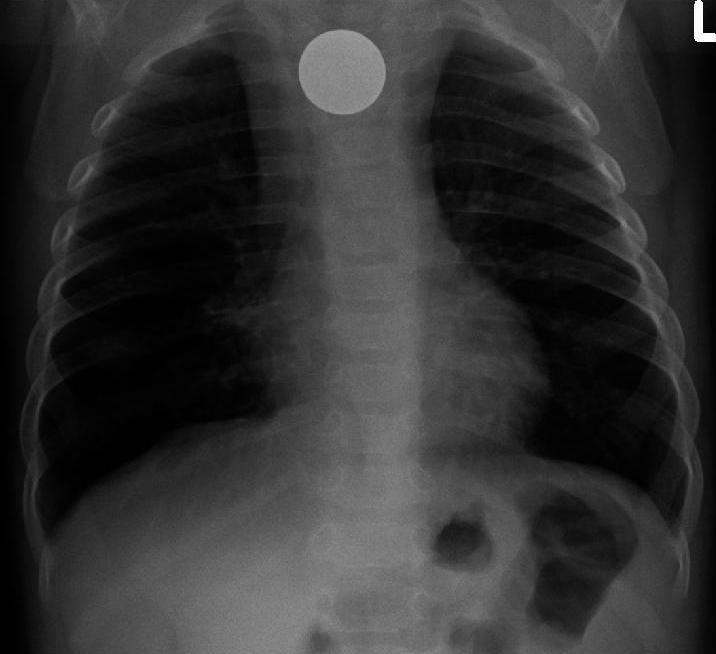
Una moneda en el esófago.

En general, se precisa su extracción sin demora. En caso de que el cuerpo extraño contenga mercurio o plomo, debe de ser extraído lo más pronto posible para prevenir el envenenamiento por mercurio. Las pilas alcalinas de botón contienen un 45% de hidróxido potásico y pueden perforar el tubo digestivo, por lo que tienen que ser extraídas urgentemente.
El cuerpo extraño rara vez produce la muerte. Los introducidos en el aparato digestivo, a veces se expulsa de manera espontánea, generalmente con las heces.

## Prevención
Se debe de evitar que los lactantes y niños pequeños tengan acceso a objetos que pueda introducirse en la boca; y procurar que no corran, lloren o se rían con comida en la boca.